# زيليوني غورود
زيلينيي غورود (بالروسية: Зеленый Город) هي مدينة في مقاطعة نيجني نوفغورود أوبلاست في روسيا. يبلغ عدد سكانها حوالي 2066 نسمة.